# Дзевульский, Владислав
Владислав Дзевульский (пол. Władysław Dziewulski, 1878—1962) — польский астроном.

## Биография
Родился в Варшаве в семье известного натуралиста Эугениуша Дзевульского, его братьями были юрист и экономист Стефан Дзевульский и физик Вацлав Дзевульский. В 1901 окончил Варшавский университет со степенью кандидата наук. В 1902—1903 годах (и впоследствии в 1907—1908) стажировался в обсерватории в Геттингенского университета, где сотрудничал с Карлом Шварцшильдом. С 1903 года работал в Ягеллонском университете, сначала на кафедре астрономии, затем (1909—1919 годы) в астрономической обсерватории. В 1906 году, в Ягеллонском университете защитил докторскую диссертацию по теме «Вековые возмущения Марса в движении Эроса». С 1920 работал в Университете Стефана Батория в Вильнюсе — доцент, профессор, декан факультета математики и естественных наук (1921—1922), ректор (1924—1925), проректор (1925—1928), основатель и директор университетской обсерватории. Во время фашистской оккупации совместно с коллегами руководил подпольным польским университетом в Вильнюсе. После освобождения в 1944 году Вильнюса Красной Армией, с группой польских ученых (в том числе Вильгельминой Ивановской) переехал в Лодзь, где они решили создать новый исследовательский центр в Торуни. Таким образом, в 1945 Дзевульский стал одним из основателей Университета Николая Коперника в Торуни (был его проректором в 1945 −1947), а также Пивницкой астрономической обсерватории.
Основные труды в области небесной механики, звездной динамики, фотометрии переменных звёзд, истории астрономии. Опубликовал более 200 научных трудов. Член Польской Академии наук (1952), Варшавского научного общества (1909), Польского астрономического общества (один из основателей и первый президент в 1923—1924), Королевского астрономического общества.
Был женат на Ядвиге (девичья фамилия Малиновска), одна из его дочерей — астроном Анела Дзевульска.
В его честь названы планетарий в Торуни, одна из улиц Торуня и кратер на Луне.